# Irén Szegedi
Irén Szegedi (Debrecen, 29 aprile 1949) è un'ex cestista ungherese.

## Carriera
Con l'Ungheria ha disputato i Campionati europei del 1970.